# België op het Eurovisiesongfestival 1987
Eurosong 1987 was de Belgische preselectie voor het Eurovisiesongfestival 1987, dat gehouden zou worden in eigen land, in hoofdstad Brussel.
Vanuit het Amerikaans Theater in Brussel presenteerde Luc Appermont op 14 maart de Belgische voorronde. Aanvankelijk werden twaalf finalisten geselecteerd, maar dat aantal werd herleid tot elf toen Judith Vindevogel zich te elfder ure terugtrok. Bart Kaëll startte als grote favoriet, maar strandde op een tweede plaats. Hij kreeg het maximumaantal punten van de twaalfkoppige professionele jury, maar die werd in zijn eindoordeel niet gevolgd door de vijf provinciale jury's, die duidelijk hun voorkeur lieten blijken voor Liliane Saint-Pierre.
Liliane Saint-Pierre was in Brussel goed voor 56 punten. Ze behaalde daarmee een naar Vlaamse normen fraaie elfde plaats op 22 deelnemers.

## Uitslag
| Plaats | Artiest              | Lied                    | Punten |
| ------ | -------------------- | ----------------------- | ------ |
| 1      | Liliane Saint-Pierre | Soldiers of love        | 63     |
| 2      | Bart Kaëll           | Carrousel               | 58     |
| 3      | John Terra           | Champagne voor iedereen | 43     |
| 4      | Angie Dylan          | Zeventien               | 40     |
| 5      | Daan van den Durpel  | Gigolo                  | 37     |
| 6      | Sofie                | Door jou                | 30     |
| 7      | Margriet Hermans     | In slow motion          | 25     |
| 8      | Sonia Pelgrims       | Casanova                | 24     |
| 9      | Dan O'Neil           | Oh mon amour            | 19     |
| 10     | Curt Lawrence        | De dans der macht       | 9      |
| 11     | Vincent              | De wereld als ik droom  | 0      |

## In Brussel
België trad op als 5de deelnemer van de avond, na IJsland en voor Zweden. Aan het einde van de avond stond België op de elfde plaats met 56 punten. 
Nederland had geen punten over voor de inzending.

### Gekregen punten

#### Finale
| 12 punten                        | 10 punten                           | 8 punten               | 7 punten | 6 punten |
| -------------------------------- | ----------------------------------- | ---------------------- | -------- | -------- |
|                                  |                                     | - Verenigd Koninkrijk  | - Spanje | - Italië |
| 5 punten                         | 4 punten                            | 3 punten               | 2 punten | 1 punt   |
| - Cyprus - Luxemburg - Noorwegen | - Duitsland - Joegoslavië - Turkije | - Finland - Oostenrijk | - Israël |          |

### Punten gegeven door België

#### Finale
Punten gegeven in de finale:
| 12 punten | Ierland             |
| 10 punten | Duitsland           |
| 8 punten  | Joegoslavië         |
| 7 punten  | Noorwegen           |
| 6 punten  | Israël              |
| 5 punten  | Italië              |
| 4 punten  | IJsland             |
| 3 punten  | Verenigd Koninkrijk |
| 2 punten  | Griekenland         |
| 1 punt    | Zweden              |

1956 · 1957 · 1958 · 1959 · 1960 · 1961 · 1962 · 1963 · 1964 · 1965 · 1966 · 1967 · 1968 · 1969 · 1970 · 1971 · 1972 · 1973 · 1974· 1975 · 1976 · 1977 · 1978 · 1979 · 1980 · 1981 · 1982 · 1983 · 1984 · 1985 · 1986 · 1987 · 1988 · 1989 · 1990 · 1991 · 1992 · 1993 · 1994 · 1995 · 1996 · 1997 · 1998 · 1999 · 2000 · 2001 · 2002 · 2003 · 2004 · 2005 · 2006 · 2007 · 2008 · 2009 · 2010 · 2011 · 2012 · 2013 · 2014 · 2015 · 2016 · 2017 · 2018 · 2019 · 2020 · 2021 · 2022 · 2023 · 2024 · 2025